# 2014-es guanajuatói műugró-Grand Prix-verseny
A Nemzetközi Úszószövetség (FINA) 2014-ben a 20. alkalommal rendezte meg május 15. és május 18. között a műugró-Grand Prix-versenysorozatot, melynek ötödik állomása a mexikói Guanajuato volt.

## Eredmények

### Éremtáblázat
| #        | nemzet     | arany | ezüst | bronz | összesen |
| 1        | Kína       | 5     | 6     | 0     | 11       |
| 2        | Mexikó     | 3     | 1     | 5     | 9        |
| 3        | Ausztrália | 0     | 1     | 1     | 2        |
| 4        | USA        | 0     | 0     | 3     | 3        |
| összesen | összesen   | 8     | 8     | 9     | 25       |

### Éremszerzők
| versenyszám   | arany                                     | ezüst                                        | bronz                                                 |
| férfiak       |                                           |                                              |                                                       |
| 3 m           | Jahir Ocampo                              | Li Si-hszin                                  | Julián Sánchez                                        |
| 3 m szinkron  | Jahir Ocampo / Rommel Pacheco Marrufo     | Li Si-hszin / Szun Cse-ju                    | Will Chandler / Cory Bowersox                         |
| 10 m          | Huo Liang                                 | Csang Jen-csüan                              | Jonathan Ruvalcaba                                    |
| 10 m szinkron | Huo Liang / Csang Jen-csüan               | Iván García Navarro / Germán Sánchez Sánchez | David Dinsmore / Steele Johnson                       |
| nők           |                                           |                                              |                                                       |
| 3 m           | Vu Csun-ting                              | Vej Jing                                     | Laura Sánchez Soto                                    |
| 3 m szinkron  | Dolores Hernández Monzón / Paola Espinoza | Vu Csun-ting / Cseng Csü-lin                 | Abigail Johnston / Laura Ryan Esther Qin / Anna Galai |
| 10 m          | Zsen Csien                                | Csi Si-jü                                    | Alejandra Estrella Madrigal                           |
| 10 m szinkron | Zsen Csien / Csi Si-jü                    | Rachel Bugg / Melissa Wu                     | Alejandra Orozco Loza / Paola Espinoza                |

## A versenyen részt vevő nemzetek
A Grand Prix-n 11 nemzet 73 sportolója vett részt, az alábbi megbontásban:
| Részt vevő nemzetek férfi / nő megbontásban | Részt vevő nemzetek férfi / nő megbontásban | Részt vevő nemzetek férfi / nő megbontásban | Részt vevő nemzetek férfi / nő megbontásban | Részt vevő nemzetek férfi / nő megbontásban | Részt vevő nemzetek férfi / nő megbontásban | Részt vevő nemzetek férfi / nő megbontásban | Részt vevő nemzetek férfi / nő megbontásban | Részt vevő nemzetek férfi / nő megbontásban |
| ------------------------------------------- | ------------------------------------------- | ------------------------------------------- | ------------------------------------------- | ------------------------------------------- | ------------------------------------------- | ------------------------------------------- | ------------------------------------------- | ------------------------------------------- |
| nemzet                                      | F                                           | N                                           | nemzet                                      | F                                           | N                                           | nemzet                                      | F                                           | N                                           |
| Ausztrália                                  | 1                                           | 4                                           | Kína                                        | 5                                           | 5                                           | Németország                                 | 1                                           | 3                                           |
| Brazília                                    | 0                                           | 2                                           | Kolumbia                                    | 6                                           | 2                                           | Új-Zéland                                   | 2                                           | 0                                           |
| Chille                                      | 2                                           | 2                                           | Malajzia                                    | 1                                           | 5                                           | USA                                         | 6                                           | 6                                           |
| Egyesült Királyság                          | 2                                           | 3                                           | Mexikó                                      | 9                                           | 6                                           |                                             |                                             |                                             |

F = férfi, N = nő

## Versenyszámok

### Férfiak

#### 3 méteres műugrás
| #  | Ország             | Név                           | Selejtező | Selejtező | Középdöntő | Középdöntő | Középdöntő | Középdöntő | Döntő   | Döntő  |
| #  | Ország             | Név                           | Selejtező | Selejtező | A          | A          | B          | B          | Döntő   | Döntő  |
| #  | Ország             | Név                           | Rangsor   | Pontok    | Rangsor    | Pontok     | Rangsor    | Pontok     | Rangsor | Pontok |
| -- | ------------------ | ----------------------------- | --------- | --------- | ---------- | ---------- | ---------- | ---------- | ------- | ------ |
|    | Mexikó             | Jahir Ocampo                  | 3         | 428,65    |            |            | 2          | 437,35     | 1       | 462,10 |
|    | Kína               | Li Si-hszin                   | 1         | 463,30    |            |            | 1          | 476,35     | 2       | 448,95 |
|    | Mexikó             | Julián Sánchez                | 4         | 408,55    | 2          | 420,05     |            |            | 3       | 445,85 |
| 4  | USA                | Samuel Dorman                 | 11        | 347,50    |            |            | 3          | 405,10     | 4       | 438,90 |
| 5  | Kína               | Peng csien-feng               | 2         | 446,20    | 1          | 441,10     |            |            | 5       | 436,45 |
| 6  | USA                | Michael Hixon                 | 8         | 364,90    | 3          | 404,45     |            |            | 6       | 383,35 |
|    |                    |                               |           |           |            |            |            |            |         |        |
| 7  | Egyesült Királyság | Freddie Woodward              | 5         | 393,20    |            |            | 4          | 402,10     |         |        |
| 8  | Ausztrália         | Grant Nel                     | 10        | 351,55    | 4          | 401,90     |            |            |         |        |
| 9  | Kolumbia           | Alejandro Arias               | 6         | 387,20    | 5          | 380,60     |            |            |         |        |
| 10 | Kolumbia           | Sebastian Villa Castaneda     | 9         | 351,85    |            |            | 5          | 379,30     |         |        |
| 11 | Németország        | Oliver Homuth                 | 7         | 365,45    |            |            | 6          | 368,65     |         |        |
| 12 | Új-Zéland          | Liam Stone                    | 12        | 347,35    | 6          | 359,30     |            |            |         |        |
|    |                    |                               |           |           |            |            |            |            |         |        |
| 13 | Mexikó             | Carlos Moreno Arellano        | 13        | 388,55    |            |            |            |            |         |        |
| 14 | Mexikó             | Alejandro Daniel Islas Arroyo | 14        | 373,90    |            |            |            |            |         |        |
| 15 | Chile              | Donato Neguia                 | 15        | 327,45    |            |            |            |            |         |        |
| 16 | Chile              | Diego Calquin                 | 16        | 324,20    |            |            |            |            |         |        |
| 17 | Malajzia           | Yiwei Chew                    | 17        | 282,70    |            |            |            |            |         |        |
| 18 | Új-Zéland          | Li Feng-jang                  | 18        | 246,85    |            |            |            |            |         |        |

#### 3 méteres szinkronugrás
| # | Ország             | Név                                           | Pontok |
| - | ------------------ | --------------------------------------------- | ------ |
|   | Mexikó             | Jahir Ocampo / Rommel Pacheco Marrufo         | 419,40 |
|   | Kína               | Li Si-hszin / Szun Cse-ju                     | 407,22 |
|   | USA                | Will Chandler / Cory Bowersox                 | 360,84 |
| 4 | Egyesült Királyság | Freddie Woodward / Nick Robinson-Baker        | 347,10 |
| 5 | Kolumbia           | Sebastian Villa Castaneda / Sebastian Morales | 339,33 |
| 6 | Chile              | Diego Calquin / Donato Neguia                 | 321,66 |
| – | Mexikó             | Carlos Moreno Arellano / Julián Sánchez       | 412,08 |

#### 10 méteres toronyugrás
| #  | Ország    | Név                      | Selejtező | Selejtező | Középdöntő | Középdöntő | Középdöntő | Középdöntő | Döntő   | Döntő  |
| #  | Ország    | Név                      | Selejtező | Selejtező | A          | A          | B          | B          | Döntő   | Döntő  |
| #  | Ország    | Név                      | Rangsor   | Pontok    | Rangsor    | Pontok     | Rangsor    | Pontok     | Rangsor | Pontok |
| -- | --------- | ------------------------ | --------- | --------- | ---------- | ---------- | ---------- | ---------- | ------- | ------ |
|    | Kína      | Huo Liang                | 1         | 526,65    |            |            | 1          | 489,70     | 1       | 552,15 |
|    | Kína      | Csang Jen-csüan          | 2         | 524,70    | 1          | 523,75     |            |            | 2       | 547,00 |
|    | Mexikó    | Jonathan Ruvalcaba       | 5         | 428,10    |            |            | 2          | 449,90     | 3       | 494,15 |
| 4  | USA       | Steele Johnson           | 3         | 433,25    |            |            | 3          | 445,95     | 4       | 467,60 |
| 5  | Kolumbia  | Víctor Hugo Ortega Serna | 4         | 432,55    | 3          | 426,15     |            |            | 5       | 425,60 |
| 6  | USA       | David Dinsmore           | 6         | 424,20    | 2          | 492,55     |            |            | 6       | 408,45 |
|    |           |                          |           |           |            |            |            |            |         |        |
| 7  | Új-Zéland | Li Feng-jang             | 7         | 393,20    |            |            | 4          | 426,25     |         |        |
| 8  | Mexikó    | Diego Balleza            | 8         | 383,05    | 4          | 410,65     |            |            |         |        |
| 9  | Kolumbia  | Kevin García             | 10        | 332,00    | 5          | 370,40     |            |            |         |        |
| 10 | Malajzia  | Yiwei Chew               | 9         | 354,10    |            |            | 5          | 370,10     |         |        |

#### 10 méteres szinkronugrás
| # | Ország   | Név                                          | Pontok |
| - | -------- | -------------------------------------------- | ------ |
|   | Kína     | Huo Liang / Csang Jen-csüan                  | 463,35 |
|   | Mexikó   | Iván García Navarro / Germán Sánchez Sánchez | 427,08 |
|   | USA      | David Dinsmore / Steele Johnson              | 398,82 |
| 4 | Kolumbia | Juan Rios / Víctor Hugo Ortega Serna         | 374,31 |
| – | Mexikó   | Diego Balleza / Jonathan Ruvalcaba           | 409,44 |

### Nők

#### 3 méteres műugrás
| #  | Ország             | Név                      | Selejtező | Selejtező | Középdöntő | Középdöntő | Középdöntő | Középdöntő | Döntő   | Döntő  |
| #  | Ország             | Név                      | Selejtező | Selejtező | A          | A          | B          | B          | Döntő   | Döntő  |
| #  | Ország             | Név                      | Rangsor   | Pontok    | Rangsor    | Pontok     | Rangsor    | Pontok     | Rangsor | Pontok |
| -- | ------------------ | ------------------------ | --------- | --------- | ---------- | ---------- | ---------- | ---------- | ------- | ------ |
|    | Kína               | Vu Csun-ting             | 1         | 327,55    |            |            | 2          | 326,10     | 1       | 344,10 |
|    | Kína               | Vej Jing                 | 2         | 321,55    | 1          | 308,20     |            |            | 2       | 329,25 |
|    | Mexikó             | Laura Sánchez Soto       | 3         | 288,90    |            |            | 1          | 326,70     | 3       | 327,85 |
| 4  | Mexikó             | Dolores Hernández Monzón | 8         | 263,50    | 2          | 290,95     |            |            | 4       | 318,45 |
| 5  | Kolumbia           | Diana Pineda             | 7         | 275,80    |            |            | 3          | 273,95     | 5       | 286,50 |
| 6  | Egyesült Királyság | Francesca del Celo       | 6         | 275,85    | 3          | 286,60     |            |            | 6       | 277,35 |
|    |                    |                          |           |           |            |            |            |            |         |        |
| 7  | Malajzia           | Sabri Nur Dhabitah       | 4         | 288,60    | 4          | 261,50     |            |            |         |        |
| 8  | Ausztrália         | Esther Qin               | 10        | 253,00    | 5          | 256,65     |            |            |         |        |
| 9  | Kolumbia           | Carolina Murillo         | 12        | 229,80    | 6          | 253,90     |            |            |         |        |
| 10 | Németország        | Nora Subschinski         | 5         | 277,70    |            |            | 4          | 250,00     |         |        |
| 11 | Ausztrália         | Anna Galai               | 9         | 257,40    |            |            | 5          | 242,40     |         |        |
| 12 | USA                | Lauren Reedy             | 11        | 247,35    |            |            | 6          | 227,90     |         |        |
|    |                    |                          |           |           |            |            |            |            |         |        |
| 13 | Mexikó             | Paola Pineda             | 13        | 253,10    |            |            |            |            |         |        |
| 14 | USA                | Kelsey Goodman           | 14        | 224,05    |            |            |            |            |         |        |
| 15 | Chile              | Wendy Espina             | 15        | 161,25    |            |            |            |            |         |        |

#### 3 méteres szinkronugrás
| #          | Ország                  | Név                                       | Pontok |
| ---------- | ----------------------- | ----------------------------------------- | ------ |
|            | Mexikó                  | Dolores Hernández Monzón / Paola Espinoza | 295,20 |
|            | Kína                    | Vu Csun-ting / Cseng Csü-lin              | 287,70 |
|            | USA                     | Abigail Johnston / Laura Ryan             | 284,70 |
| Ausztrália | Esther Qin / Anna Galai | 284,70                                    |        |
| 5          | Malajzia                | Jasmine Lai / Kam Ling Kar                | 244,83 |
| 6          | Brazília                | Nicoli Cruz / Natali Cruz                 | 228,48 |
| 7          | Chile                   | Wendy Espina / Paula Sotomayoy            | 207,42 |

#### 10 méteres toronyugrás
| #  | Ország             | Név                         | Selejtező | Selejtező | Középdöntő | Középdöntő | Középdöntő | Középdöntő | Döntő   | Döntő  |
| #  | Ország             | Név                         | Selejtező | Selejtező | A          | A          | B          | B          | Döntő   | Döntő  |
| #  | Ország             | Név                         | Rangsor   | Pontok    | Rangsor    | Pontok     | Rangsor    | Pontok     | Rangsor | Pontok |
| -- | ------------------ | --------------------------- | --------- | --------- | ---------- | ---------- | ---------- | ---------- | ------- | ------ |
|    | Kína               | Zsen Csien                  | 1         | 396,80    |            |            | 1          | 370,40     | 1       | 416,00 |
|    | Kína               | Csi Si-jü                   | 3         | 342,10    |            |            | 2          | 340,55     | 2       | 363,95 |
|    | Mexikó             | Alejandra Estrella Madrigal | 4         | 324,40    | 2          | 324,95     |            |            | 3       | 357,55 |
| 4  | USA                | Jessica Parratto            | 7         | 281,20    |            |            | 3          | 323,00     | 4       | 332,70 |
| 5  | Mexikó             | Alejandra Orozco Loza       | 6         | 294,00    | 3          | 305,80     |            |            | 5       | 327,80 |
| 6  | Ausztrália         | Melissa Wu                  | 2         | 360,75    | 1          | 343,45     |            |            | 6       | 309,90 |
|    |                    |                             |           |           |            |            |            |            |         |        |
| 7  | Kolumbia           | Carolina Murillo            | 10        | 261,15    | 4          | 303,85     |            |            |         |        |
| 8  | Malajzia           | Sabri Nur Dhabitah          | 11        | 257,80    |            |            | 4          | 302,70     |         |        |
| 9  | Ausztrália         | Rachel Bugg                 | 5         | 314,55    |            |            | 5          | 293,60     |         |        |
| 10 | Egyesült Királyság | Georgia Ward                | 9         | 264,80    |            |            | 6          | 292,70     |         |        |
| 11 | Németország        | Kieu Duong                  | 12        | 244,90    | 5          | 276,25     |            |            |         |        |
| 12 | Malajzia           | Zhiayi Loh                  | 8         | 270,45    | 6          | 208,20     |            |            |         |        |
|    |                    |                             |           |           |            |            |            |            |         |        |
| 13 | Egyesült Királyság | Robyn Birch                 | 13        | 243,50    |            |            |            |            |         |        |

#### 10 méteres szinkronugrás
| # | Ország      | Név                                      | Pontok |
| - | ----------- | ---------------------------------------- | ------ |
|   | Kína        | Zsen Csien / Csi Si-jü                   | 338,58 |
|   | Ausztrália  | Rachel Bugg / Melissa Wu                 | 298,20 |
|   | Mexikó      | Alejandra Orozco Loza / Paola Espinoza   | 292,26 |
| 4 | USA         | Gracia Leydon-Mahoney / Jessica Parratto | 274,44 |
| 5 | Malajzia    | Sabri Nur Dhabitah / Traisy Vivien       | 273,60 |
| 6 | Brazília    | Nicoli Cruz / Natali Cruz                | 243,15 |
| 7 | Németország | Kieu Duong / Kristin Syrbe               | 241,74 |